# فالنتين هير
فالنتين هير (بالألمانية: Valentin Herr)‏ هو لاعب كرة قدم ألماني في مركز حراسة المرمى، ولد في 11 يوليو 1957. لعب مع كيكرز أوفنباخ.

## وصلات خارجية
- فالنتين هير على موقع قاعدة بيانات كرة القدم.إي يو (الإنجليزية)
- فالنتين هير على موقع بيانات كرة القدم. دي إي (الألمانية)